# Зимовий театр (Сочі)
Зимовий театр (рос. Зимний театр) — театр в Центральному районі міста Сочі, Краснодарський край, Росія.

## Історія
З вересня 1934 по 11 листопада 1937 року за проектом архітектора К. Н. Чорноп'ятова велось будівництво сочинського театру, який отримав назву «Зимовий» (рос. «Зимний»). Зимовий театр — пам'ятник архітектури федерального значення.

## Особливості
Вісімдесят вісім колон з горизонтальною навісною частиною, оперізують будівлю, створюючи коринфську архітектурну композицію.
Портик вінчається фронтоном, на якому встановлено три жіночі постаті. Це грецькі музи Терпсіхора, Мельпомена і Талія, — скульптури, створені відомим скульптором В. Г. Мухіної, уособлюють архітектуру, живопис і скульптуру.
Глядацький зал розрахований на 946 місць. У залі переважають три кольори — золотистий, білий і синій. Стеля прикрашена величезною люстрою з кришталевими підвісками, в якій більше 300 ламп. З будь-якого місця в глядацькій залі добре видно сцена. Портал її дорівнює 16 м, глибина — 18 м, висота від підлоги сцени до колосників, з яких спускаються декорації — 25 м.
Глядацький зал захищений від службових приміщень вогнестійкою залізною завісою в 22 тонни вагою, яка під час вистав знаходиться у верхній частині сцени.
Відкриття театру відбулося 15 травня 1938 оперою М. Римського-Корсакова «Царська наречена» у постановці московського державного театру опери та балету ім. К. С. Станіславського.
Під дахом Зимового театру розташовується також Сочинська державна філармонія, заснована 4 січня 1968 — найстаріша концертна організація міста. Зараз у філармонії працює близько 10 творчих колективів, серед них — Лауреат Всесоюзного конкурсу Струнний квартет імені Рахманінова, оркестр російських народних інструментів «Російський сувенір», ансамбль козачої пісні «Любо» і квартет «Сочі-Сюрприз».

## Адреса
- 354000 Росія, м. Сочі, вул. Театральна, 2